# Strada romana del Cambridgeshire (Worsted Street)
La Strada romana del Cambridgeshire, nota anche come Worsted Street, è un sito lineare di 124 chilometri quadrati e un'area naturale protetta che si estende dal sud-est di Cambridge fino a nord di Linton.È anche un sito tutelato a livello nazionale ed è gestito dal consiglio della contea del Cambridgeshire.
Questa stradina verde è circondata da praterie dal terreno ricco di calcare, fitte siepi e piccoli boschi cedui, che forniscono un prezioso habitat per gli invertebrati. Ci sono piante come la festuca ovina, mentre le erbe includono l'erba sonaglina, la carota selvatica e l'astragalo danese.
La datazione della strada è incerta, ma scavi archeologici hanno confermato che è di età romana, e che è stata realizzata probabilmente dopo il I sec d.C.. Fungeva da strada locale e collegava Cambridge al tracciato della Icknield Way.
Il percorso è pubblico ed è parte del Sentiero europeo E2.